# Cheirogaleus
Cheirogleus é um gênero de lêmures da família Cheirogaleidae. Como todas as espécies de lêmures, os lêmures-anões, como são conhecidos os membros deste gênero, são endêmicos de Madagascar.

## Espécies
Seis espécie são reconhecidas:
- Cheirogaleus andysabini Lei et al., 2015
- Cheirogaleus crossleyi A. Grandidier, 1870
- Cheirogaleus grovesi McLain et al., 2017
- Cheirogaleus lavasoensis Thiele et al., 2013
- Cheirogaleus major É. Geoffroy, 1812
- Cheirogaleus medius É. Geoffroy, 1812
- Cheirogaleus minusculus Groves, 2000
- Cheirogaleus shethi Frasier et al., 2016
- Cheirogaleus sibreei Forsyth Major, 1896